# Asmir Kolašinac
Asmir Kolašinac (* 15. října 1984, Skopje) je srbský atlet, jehož specializací je vrh koulí.
V roce 2010 obsadil na mistrovství Evropy deváté místo ve vrhu koulí. O dva roky později v Helsinkách získal v této disciplíně bronzovou medaili. Na jaře 2013 se v Göteborgu stal halovým mistrem Evropy ve vrhu koulí. Na pražském evropském halovém šampionátu v roce 2015 vybojoval v soutěži koulařů stříbrnou medaili. Ze stejné sezóny pochází jeho osobní rekord 21,58 m.